# Phrudocentra albiceps
Phrudocentra albiceps là một loài bướm đêm trong họ Geometridae.